# Kenyon Farrow
Kenyon Farrow (nascido em 13 de novembro de 1974) é um escritor, ativista, diretor e educador americano focado em questões progressistas de justiça racial e econômica relacionadas à comunidade LGBTQ. Ele atuou como diretor executivo do Queers for Economic Justice , bolsista do instituto de políticas da Força- Tarefa Nacional LGBTQ, Diretor de Políticas de Saúde Global e dos EUA do Grupo de Ação para Tratamento, coordenador de educação pública e comunicações para o New York State Black Gay Network, editor sênior de TheBody.com e TheBodyPro.com, e co-diretor executivo da Partners for Dignity and Rights. Em 2021, Farrow ingressou no PrEP4All como diretor administrativo de defesa e organização.

## Infância e educação
Descendente de gerações de ministros episcopais metodistas africanos, Farrow começou seu trabalho como ativista em 1998 na Força-Tarefa de AIDS da Grande Cleveland, onde ensinou e organizou oficinas de educação sexual para alunos do ensino médio em sua cidade natal. A experiência o deixou intensamente interessado nos determinantes sociais em torno do HIV/AIDS. Testemunhar a discriminação do HIV/AIDS na igreja foi um motivador para seu ativismo:. "Desde que o HIV/AIDS estava automaticamente ligado à homossexualidade naquela época, você ouvia muitos discursos do tipo fogo e enxofre, sobre como ser gay era uma abominação e um pecado."
Um ex-aluno da Hawken School, depois de se formar na Ohio Wesleyan University com seu bacharelado em teatro, ele se mudou para Nova York em 1999 para seguir a carreira de ator. Chegando 3 semanas antes da morte de Amadou Diallo, Farrow se viu profundamente afetado pelo evento, bem como por incidentes generalizados de violência contra jovens gays negros e pardos no West Village. Após uma atuação aclamada como James Baldwin em Mr. Baldwin Goes to Heaven at La MaMa Etc., Farrow mudou seu foco da atuação para o combate a esses atos de injustiça social.
Nos anos seguintes, ele trabalhou contra questões de encarceramento como coordenador da região sul da Critical Resistance e lutou contra a gentrificação e o julgamento injusto de jovens queer na cidade de Nova York como membro fundador e aliado adulto do FIERCE! Respondendo à escassez de vozes negras sobre questões queer e raciais, Farrow começou a blogar, resultando na publicação de vários ensaios aclamados. Esses ensaios continuam a receber citações em vários livros e periódicos acadêmicos e ajudaram a expandir o tom das conversas sobre raça e sexualidade na mídia. Simultaneamente a essa época, Farrow frequentou a Escola de Jornalismo da City University of New York enquanto também trabalhava na Clamor Magazine como editor de cultura da revista.

## Carreira
Trabalhando com a Rede Gay Negra do Estado de Nova York como coordenador de comunicação e educação pública em meados dos anos 2000, Farrow criou campanhas de marketing social anti-homofobia para combater equívocos sobre HIV/AIDS e discriminação contra a comunidade LGBT em Nova York, colaborando com organizações religiosas para diminuir o impacto da homofobia. Farrow ingressou no Queers for Economic Justice como facilitador voluntário de projetos de abrigos, tornando-se mais tarde o diretor executivo da organização.
Como Diretor de Política de Saúde Global e dos EUA do Grupo de Ação para Tratamento, Farrow usou sua plataforma para promover a cobertura do acesso à saúde como uma questão de justiça social e direitos humanos, lutar contra a discriminação do HIV, mobilizar campanhas para interromper a rápida disseminação de HIV e tuberculose entre pessoas de cor em todo o sul, e pressionar pela expansão do Affordable Care Act, Medicare e preços justos de medicamentos para acabar com a epidemia nacional de HIV. Durante esse período, ele também publicou um projeto de pesquisa qualitativa explorando o papel da mobilização da comunidade em resposta ao HIV, além de ajudar a elaborar uma estratégia nacional para acabar com a falta de estoque de medicamentos para tuberculose. Além disso, como consequência direta de seu lobby, a agenda NYS End AIDS 2020 do governador Andrew Cuomo foi movida para incluir novos fundos para a expansão das opções de moradia para jovens LGBTQ e fornecer HIV ou cuidados reprodutivos a menores, mantendo sua privacidade, mesmo se estivessem em seguro de seus pais. Em 30 de outubro de 2017, Farrow ingressou na TheBody e na TheBodyPro — as maiores publicações do mundo dedicadas a reportagens sobre HIV e AIDS — como Editor Sênior.
Ele deixou as publicações focadas em HIV/AIDS em agosto de 2020 para assumir a liderança da Partner for Dignity and Rights como codiretor executivo. Em junho de 2021, ele ingressou na PrEP4All – uma organização de equidade em saúde cofundada por Peter Staley – como diretor administrativo de defesa e organização.
Um forte defensor da representação igualitária, Farrow é conhecido por sua linha dura contra a discriminação. Ele também é um proponente e usuário da profilaxia pré-exposição (PrEP) como meio de dissuadir o HIV.

## Escrita
A escrita de Farrow aborda uma série de tópicos difíceis, incluindo raça, desigualdade, saúde e sexualidade e apareceu em publicações importantes, incluindo LEVEL, The Atlantic, Color Lines, The American Prospect, Out, POZ, Logo, HIV Plus, Rewire. Notícias, HuffPost, Q Salt Lake Magazine, The Feminist Wire, TheGrio, Washington Blade, The Scholar and Feminist Online, LAMDA Literary, The Black AIDS Institute, e AlterNet.
Ele também co-editou Cartas de Jovens Ativistas: Os Rebeldes de Hoje Falam e Levantem-se!: A Mudança Política de Elevação Racial . Seu trabalho está incluído nas antologias: We Have Not Been Moved: Resisting Racism and Militarism in 21st Century America, Spirited: Affirming the Soul of Black Lesbian and Gay Identity, Against Equality : Queer Critiques of Same-Sex Casamento, Para meninos de cor que consideraram o suicídio quando o arco-íris ainda não é suficiente, e Black Gay Genius: Atendendo ao chamado de Joseph Beam.
Ele apareceu como palestrante, palestrante e orador principal na Harvard University, UC Berkeley School of Law, Schomburg Center for Research in Black Culture, Columbia School of Law, Columbia University Center for Study of Social Difference, Columbia University School of Public Health, NYU, The New School Vera List Center for Arts and Politics, CUNY, University of Pennsylvania, Hamilton University, Mount Sinai Hospital Institute for Advanced Medicine, Conferência Nacional de Reunião Anual de Cientistas Políticos Negros, NYPL Stephen A. Schwarzman Building, NAACP, Black Lives Matters Conferência, University of Wisconsin–Madison, Murphy Institute, Macalester College, University of Maryland, Hampshire College, Roosevelt House Public Policy Institute at Hunter College, Conferência da Associação Nacional de Jornalistas Negros, Middlebury College, Universidade de Seattle, Left Forum, UCLA, e Baker University Center na Ohio University.
Ele apareceu no PBS Newshour para falar sobre a comercialização da Parada do Orgulho Gay especificamente em 2019, NPR para discutir o histórico do presidente Obama em questões LBGT, WNYC para discutir a decisão do CDC de relatar abaixo das taxas nacionais de transmissão do HIV, no documentário Sex in an Epidemic, traçando o impacto da AIDS na comunidade gay, no GRITtv com Laura Flanders para discutir o ativismo da GetEQUAL, Democracy Now para discutir a Lei de Igualdade no Casamento de NY, LogoTV ' s #WORLDAIDSDAY Facebook Live Panel apresentando uma discussão com Guy Anthony, Kia LaBeija e Zachary Barnett, BRIC Arts Media com Ashley C. Ford para discutir saúde mental, raça, sexualidade e identidade de gênero, Barnard Center for Pesquisa sobre a websérie feminina sobre casamento, desigualdade e violência, 94.1 KPFA para discutir a evolução do mainstream queer além da igualdade no casamento, SiriusXM Urbanview Town Hall, apresentado por Kelly Kinkaid para discutir o apoio a homens negros vivendo com HIV, Mak ing Contact em um painel de discussão intitulado The Color of AIDS, CounterSpin para discutir a Emenda 1, e no documentário Unstoppable Feat: The Dances of Ed Mock, uma investigação sobre a vida e a morte de experimentos coreógrafo Ed Mock.

## Reconhecimentos

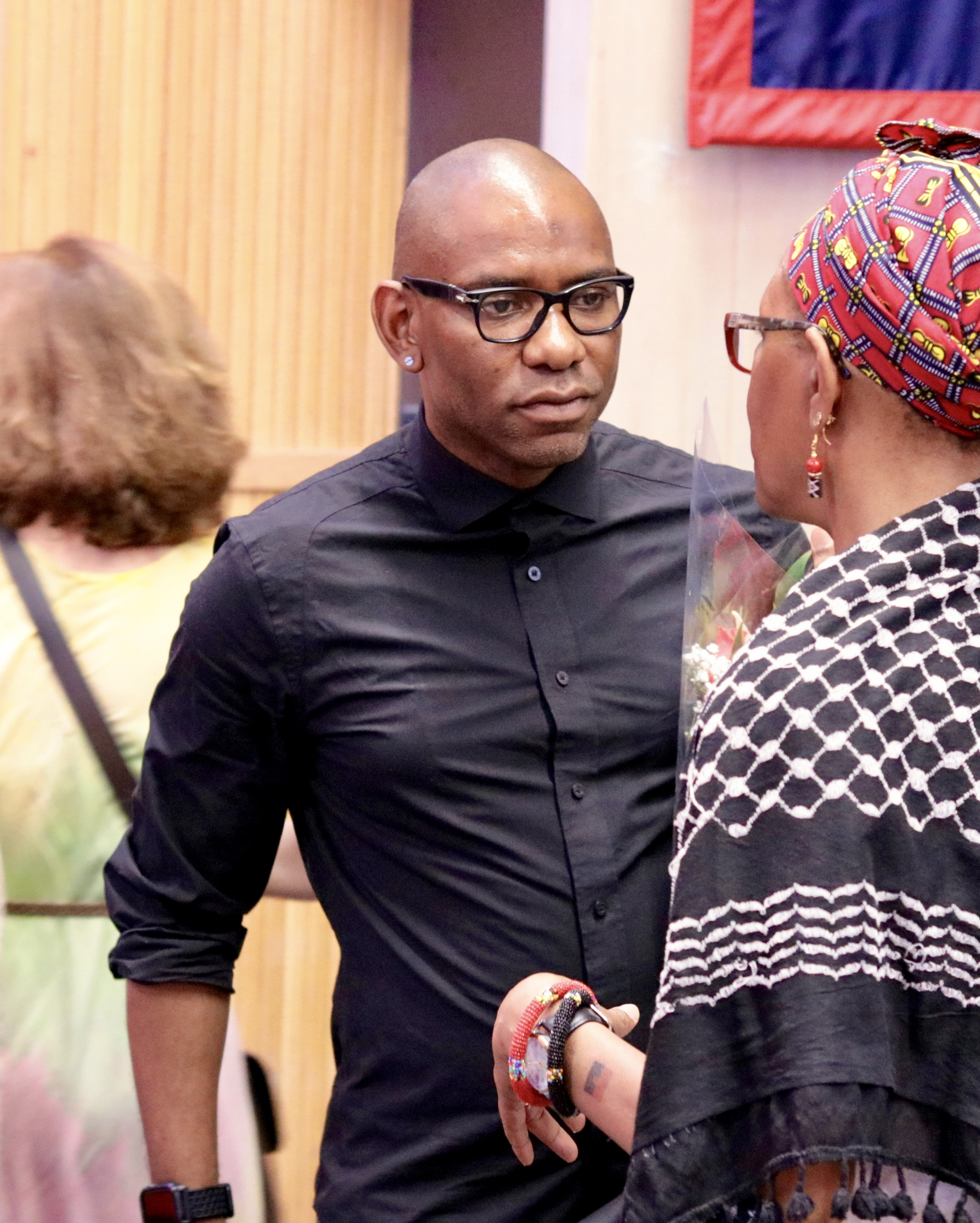
Farrow após seu discurso de abertura no Left Forum em 2019

Em 2021, a POZ Magazine nomeou Farrow para sua lista POZ 100 para homenagear seu trabalho como ativista do HIV. Em 2008, Farrow foi listado entre os Out 100 da revista Out. Dois anos depois, The Advocate o nomeou um dos líderes LGBT "40 abaixo dos 40" nos Estados Unidos. A Black Entertainment Television o incluiu entre os "Heróis da História Negra Moderna" em 2011, e ele foi um dos 20 Movers and Shakers LGBT Negros do The Root em 2012.
Farrow também recebeu o prêmio Community Activist no Chicago Black Pride's Esteem Awards em 2013, foi premiado com o Prêmio de Liberdade Sexual de 2016 pelo Woodhull Institute, foi homenageado na Gala de 2017 da Black, Gifted & Whole Foundation, e recebeu o Prêmio Flame Thrower de 2019 da The Red Door Foundation em sua 7ª Gala Anual da Red Door.